# Саман-Худат
Саманхудат, Саман-худат або Саман Худа (8 століття , Балх ) — засновник династії Саманідів. Народився в VIII столітті. За даними Абу Бакра Наршахі і Хамзи Ісфахані, був з кишлаку Саман, що в Балху.

## Життєпис
Був представником іранського прізвища, висхідного до династії Сасанідів, так само як і його вищий предок Бахрам Чубіне мав огузько-тюркське походження. Якщо Бахрам Чубін був вихідцем із середовища іранізованих нащадків древніх Огуз Хорасана, то Саман-Худата був його нащадком від шлюбу з представницею роду верховних тюркських каганів і мав родинні зв'язки в Фергані. Саме тому нащадки Бахрам Чубіна називаються в джерелах правителями Мавераннахра, якими могли бути тільки члени прізвища верховних тюркських каганів. Його батько Джабба-хан, який в доісламський час був правителем Балха, носив тюркський титул йабгу (джабгу) і тюркське ім'я Тогрул. Його резиденція знаходилася в фортеці Джабба-хан, розташованій в північно-західній частині рабад Балха, всередині якої він побудував також окреме селище для свого сина Самана. Джабба-хан був також засновником буддійського монастиря і храму Наубахар, і від нього також вели свій рід верховні жерці цього храму Бармакидів. Після завоювання арабами Балха і руйнування храму Наубахар у 690/709 м, Джабба-хан поїхав у Туркестан і захопив владу в місті Шаше, яке належало тюркам і також відійшло до арабів після їх перемоги над китайцями в битві при Таласі в 134 / 751-52 р. Саман-Худат прибув у Мерв з Фергани і прийняв іслам за сприяння Тахіра ібн ал-Хусайна, засновника династії Тахіридів. До прийняття ісламу Саман-Худат, так само як його предок Джабба-хан і Бармакидів, сповідував буддизм. Він носив тюркське ім'я Аркук і буддійське ім'я Саман. За тюркським звичаєм, він заплітав своє волосся в довгу косу, за що був прозваний Какулдаром. Так само як і його батько Джабба-хан, він носив титул йабгу (джабгу), який був дінастійним титулом тюркських правителів Тохаристану.

## Походження імені
Щодо етимології цього імені або назви Саман були висловлені різні думки. У переказі про походження Саманідів слову «саман» надається значення «благоустрій». У перекладі з перської слово саман означає «порядок», «налагодженість», «добробут», «багатство». Пахлевійською мовою sāmān означає «кордон», «регіон». Малося також власне ім'я Sām (ān). В Авесті згадуються люди Sāmāna (Thamanaois), які були жителями місцевості Harahvatiš. Походження імені Саман пов'язують також з чигілським словом саман, що означає «солома». Однак  всі ці етимології  переконливі і, найімовірніше, не відповідають дійсності. Походження імені Саман намагалися також зв'язати зі словом шаман. Серед урало-алтайських народів Центральної Азії, Уралу і Сибіру зустрічається етнонім саман / шаман / сама / самар, походження якого пов'язують із південними регіонами, звідки він був занесений в їхнє середовище в далекій давнині алтайської мовної спільності. Біруни називає в Середній Азії релігійну громаду аш-шаманіййа, послідовники якої були ідолопоклонниками, але відчували сильну ненависть до брахманів. Жителі Хорасана називали буддистів шаманами або шаманāн (мн. від шаман). Ібн ан-Надим називає буддистів ас-саманія. В очах зороастрійців «демонами» могли виступати буддійські боги і священики, а в складі імен деяких з них можна бачити тюркські слова та етноніми: таш, тай, кума, аварів, тур, Хіонії. Пахлевійське слово саман (Sāhmān) проводиться від санскритського слова, що означає «який надає увагу, турботу».
Згідно твору «Са'дійа» (XVII ст.), у якому наводиться родовід термезських Сеїду, коли 'Аббасиди захопили владу в Хорасані, з Фергани в Термез приїхав якийсь Аркук або Аркак, який був нащадком Бахрама Чубінае. З Термеза він прибув у Балх, де прийняв іслам з рук Саїд Хасана аль-Аміра, який був нащадком імама ал-Хусайна ібн 'Алі і родичем' Аббасидів. Потім він вирушив до Багдада до халіфа, який за рекомендацією Хасана аль-Аміра призначив його правителем Балха. Коли Хасан ал-Амір вирішив переїхати в Термез для його благоустрою і колонізації, Аркук (Аркак) вирушив разом з ним, надав йому всі свої кошти і сам взяв участь у відновленні міста. Він сам заснував в околицях Термеза  село, відбудував його, заклав великі сади і сам оселився в ньому, назвавши його Саман.
Що стосується імені Аркук (Arquq) або Аркак (Arqaq), то це єдине джерело, з якого нам відомо це справжнє ім'я Саман-Худат. Слід зазначити, що Arquq (Arqaq) є чисто тюркським ім'ям, які мають типове для тюркських імен закінчення -aq (-qaq, -γaq) або -uq (-quq, -γuq), і хто стоїть в одному ряду з такими іменами як Qunaq, Tuqaq, Tutaq, Seljuq, і в перекладі з давньотюркської означає «упертий» У словнику Махмуда Кашгар наводиться ім'я Arquq і словосполучення arquq kiši — «вперта людина».
Відповідно до пізнішого варіанту цього ж перекази, зафіксованому в одного рукописі XVIII ст. на узбецькій мові, Саман-Худат мав також прізвисько «Какулдар», що в перекладі з фарсі означає «Володар коси» (какул). Так в середні століття називалася зачіска, в якій волосся на голові чоловіка зачісували назад, запліталися в косу, перетягнену у потилиці невеликий стрічкою і спадаючу вниз за спину. У давнину така зачіска була характерна для хуннов36, а в епоху раннього середньовіччя, головним чином, для тюрків, про що свідчать дані китайських джерел і численні пам'ятники образотворчого.

## Родовід
Саман-Худат був із нащадків Баграм-Чубин-Маліка за даними історика Махмуда Гардізі і Ібн Хавкає. Останній місцем проживання Баграма Чубіна, мабуть, була Фергана, де мали місце перебування і його нащадки від шлюбу з тюркської царівною — предки Саманідів. Саман-Худат був нащадком Бахрама Чубіна в четвертому чи п'ятому поколінні. Виходячи з цих даних, можна припускати, що після приходу до влади Аббасидів і початку процесу часткового відновлення доісламської правової системи предок Саманідов Саман-Худат прибув з Фергани в Балх для пред'явлення права на свою частку майна, що належав раніше роду Баграма Чубіне.

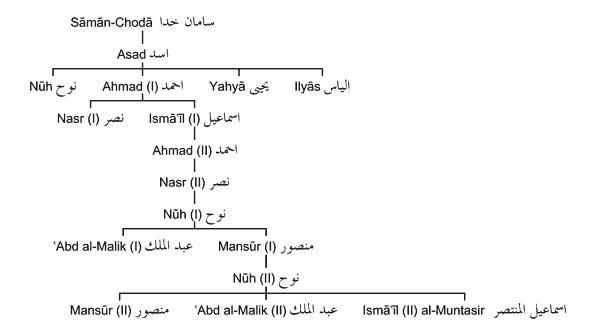
«Родове дерево» Саманідів

Гардізі описує родовід Саман-Худат таким чином: «Його родовід: Саман-Худат, син Хамітана, сина Нуша, сина Тамгаспа, сина Саула, сина Бахрам Чубіне, сина Кузьок, сина Анфіана, сина Кардара, сина Діркара, сина Джама, сина Чара, сина Бестар, сина Хадада, сина Ренджехана, сина Фіра, сина Фераула, сина Сима, сина Бахрама, сина Шаспо, сина кузьок, сина Джердада, сина Сефраспа, сина Кергіна, сина Мілада, сина Мересьєв, сина Мерзвана, сина Міхран, сина Фада, сина Кешрада, сина Садсада, сина Бешдада, сина Іхшіна, сина фервей ина, сина Вемама, сина Арсатіна, сина Досера Манучіхра, сина кузьок, сина Іреджа, сина Афрідуна; сина Аскахда, сина Хушенгга, сина Фервак, сина Меніші, сина Гаюмарса, першого царя на землі. У пору, коли Мухаммад ал-Амін був халіфом в Багдаді, а Ма'мун був в Мерві, Хорасан був наданий йому».
Також є відомості про інших предків Саманхудата, у деяких з яких (Джуба, Джамчан, Тамгас) були тюркські імена. Примітний той факт що, в легендах і розповідях деяких тюркських народів, Саманябгу (тюркських варіант імені Саманхудат) вважається одним з прабатьків тюрків, яких жив після епохи Огузхан.
Згідно Махмуду ібн Валі, Саманіди мали спільне походження з Бармакидамі і ставилися до нащадків якогось Джабба-хана, який ставився до династії джабгу Тохаристана і був правителем Балха при занятті міста військами сасанідського шаханшаха Хосрова I Ануширвана (правил в 531—579 рр.) Або сучасником китайського паломника Сюань Цзана. У 80-х роках VI ст. намісник Балха Джабгу-хан був васалом Сасанідів і виступив разом з військами Бахрама Чубіна, надісланими Хурмаздом IV, проти об'єднаних військ царя Баміана. Це повідомлення узгоджується з даними про походження Саман-Худат від Сасанидського полководця Бахрама Чубіна, який, бувши підданим імперії Сасанідів, де зороастризм був державною релігією, найімовірніше, також повинен був сповідувати цю релігію. На спорідненість Бармакидів з Саманідах вказував також В. В. Бартольд, його союзника Кабул-шаха, які вчинили напад на Балх [Махмуд ібн Світ Валі, л. 312 б — 313 а] 18. За даними Фаза'іл-і Балх, в доісламські час Бармакидів, колишні засновниками храму Наубахар, мали місце перебування в місцевості Джабба-хан, розташованої на західній околиці Балха, звідки цей рід і відбувався.
У китайських джерелах наводиться імена тюркських йабгу Тохаристана, що правили в період із 588 р. до 750 р. З резиденцією спочатку в Кундузі, а потім в Балх. Їх династія продовжувала існувати і після арабського завоювання, перебравшись у Бадахшан. Слід гадати, що батько Саман-Худат Джабба-хан повинен відповідати одному з останніх представників цієї династії. Першим правителем Тохаристана був Іл-Тегін (Пармуда) (588—590 рр.), Потім син Тун-йабгу кагана Тард-шад (618—630 рр.), Потім Ішбара йабгу (630—650 рр.), Ашина навчання (653—660 рр.), Гун Ішбара йабгу (660—700 рр.), Надунілі (700—720 рр.), Кутлуг Тун Тард (720 — 24 Ім'я цього хакана у Рашид ад-Діна — Кукем Йавкуй, у Абу-л-Газі — Кукем Бакуй, у Ібн ал Балх — Какем Хакан, у ат-Табарі — Сір Йабгу, які ототожнюються з Истеми-йабгу Дізавул. Його дочка була дружиною Сасанідамі Хосрова I Ануширвана і матір'ю Хурмазда IV. См .: at-Tabari, ser. I, p. 899; Ibnu'l-Balkhi, p. 24, 94, 98; Рашид ад-дін, 1987, с. 94; Кононов, 1958, с. 69. 160 Sosyal Bilimler Dergisi 730 рр.), Шіліман Гало (близько 750 м) [Бобоёров, 2003, с. 6]. Час правління Джабба-хана і Саман-Худат припадає на правління трьох останніх представників цієї династії.
Згідно аль-Хорезмі, царі гузов і карлуків називалися Джаббуйа. У пахлевійських джерелах VII ст. серед противників Сасанідів у Балх називається якийсь Йаббу-хакан. Згідно вірменським джерел, намісник західній частині Тюркського каганату іменувався Джебу-хаган, тобто Джабгу-хакан. Титул Джабгу-хан мав також верховний хакан Західного Тюркського каганату Тун-джабгу хакан (правив у 618—630 рр.). На медальйоні, випущеному в честь Тун-джабгу його сином Тард-шадом, призначеним в 625 р правителем Тохаристана і Гандхари, він називається jeb MLK'n MLK, тобто «Джеб (джабгу) шаханшах» або «джеб (джабгу) Цар Царів». У середні століття на кордоні з Кашміром згадується місцевість Джабхан. Таким чином із вищевикладених даних різних джерел випливає, що джаббуйа, джебу, йаббу і йеб (джеб) є різними варіантами написання тюркського титулу йабгу або джабгу. До цього ж ряду належить і ім'я вищезгаданого правителя Балха Джабба-хана [Togan, 1969, p. 282]. Це ж ім'я з різними варіантами читань (Джабба, Джаба, Джуба, Джута, Джамчан, Джасіман, Джісман, Джусман, Хамітан, Худат, Хута, Хаман, Саса та ін.) 20 наводиться в середньовічних джерелах як ім'я батька Саман-худата21. Джабба-хан, безсумнівно, був реально існувала історичною особою, оскільки його ім'я зафіксовано в декількох незалежних один від одного джерелах: Ас-Сам'ані (XII ст.), Йакут (XIII ст.), Ібн Тагро-барди (XV ст.), Хафіз-і Таніша (XVI ст.) і Махмуд ібн Валі (XVII ст.). Можна припускати, що ім'я Джабба-хан насправді було титулом правителя Тогрула, який був батьком Саман-йабгу і правив у Балху на самому початку поширення ісламу.
За даними Хамді Аллаха Казвін (XIV ст.), Нащадки Бахрама Чубіна в доісламські час були правителями Мавераннахра, а батько Саман-Худат був воєначальником. Після арабського завоювання положення батька Самана стало несприятливим, і він став верблюдовожатим у одного зі знатних осіб. Однак, через свого високого походження і височини своїх намірів він не був задоволений цією справою і своїм становищем. Тому він вирушив дл Туркестану і зайнявся там розбоєм. Через деякий час він став досить сильним і, захопивши в свої руки місто Ашнас31, став його володарем. Ці ж дані наводить Хондамір (XV ст.), Згідно з яким, батько Самана захопив місто Шаш.
Ферганський коріння Саман-Худат не викликають ніяких сумнівів, оскільки його предок Бахрам Чубин, що одружився з дочкою верховного тюркського кагана Іл Тегін (Пармуди), влаштувався в кінці свого життя саме там, де залишив своїх нащадків.
У світлі цих даних, ми вважаємо, що доїсламські предки Саманідів, у тому числі і Саман-Худат, належали саме до династії йабгу Тохаристана, засновником якої був Тард-шад, син верховного тюркського кагана Тун-йабгу. Свого часу А. З. Валід Тоган висловлював припущення, що предки Саман-Худат належали не просто до династії карлукських джабгу Тохаристана, а були нащадками одного з верховних тюркських каганів Кукем-хана, які керували огузькою гілкою тюрків від його імені. Засновники династії тюркських йабгу, що правили в Тохаристаном більше 150 років, відбувалися від тюрків ашина, що стояли на чолі Першого Тюркського каганату.

## Віросповідання
Точні вказівки про віросповідання Саман-Худат відомо з джерела «Прекрасні записки» Гардізі: "Першоосновою царського могутності будинку Саманова був той, якого називають Саман-Худат, син Хамітана. Він був жерцем і сповідував зороастрійську віру. про Саман-Худат, можливо, не була зороастрійців, як повідомляють джерела, а буддистом, що узгоджується з тим, що в доісламські час у Балх, з якого відбувався Саман-Худат, домінував буддизм.
Верховний тюркський каган Іл-Тегін (Пармуда), на дочці якого одружився Бахрам Чубін (предок Саман-Худат), був прихильником буддизму. 588 року він був призначений правителем Тохаристану і Гандхари, включених до складу Тюркського каганату. З ним пов'язується спорудження буддійського храму в Кашмірі і проникнення буддизму в Бухару. Китайський мандрівник У-кун між 759—764 рр. бачив в Кашмірі і Гандхаре серед буддійських святинь кілька храмів, заснованих в VI—VII ст. тюркськими правителями і членами їх сімей — ці споруди стояли вже сторіччя. У Кашмірі був «храм хатун», заснований при тюрках, і храм Ve-li-te-le, тобто Ve-li-tegin або Іл-Тегін, який був сином царя тюрків. У Гандхаре існували храм Tegincha, який заснувала хатун, «дружина царя тюрків». Послідовником буддизму був також Тун-йабгу каган, який близько 630 го дружелюбно зустрів Сюань Цзана і слухав його проповідь. В індійській міфології šamana означає «правитель», одне з імен Йіми, а в буддійської традиції šramana означає «той, хто докладає зусиль», що є другим ланкою в буддійської ієрархії Від цього ж слова, можливо, відбувається і слово шаман. В середні віки в Індії згадується місто Сāмāн. У зороастрійської релігійної літератури ім'я Sāmān згадується поряд з іменами таких демонів і осіб, як Акаташ (Akataš), Акоман (Akoman), Арастай (Arastāy), Варан (Waran), Нанхаіс (Nanhais), Сабуко (Sabuk), Тауреч (Taureč), Хіон (Hyon) і Заріччя (Zareč).
Ще одним пам'ятником, що вказує на зв'язку Саманідів із буддизмом, є символ, зображений на внутрішніх стінах мавзолею Саманідів у Бухарі. Цей символ являє собою складну геометричну композицію, що складається з вбудованих один в одного квадратів і кола в середині. Точно такий же символ зображений в настінних розписах з сюжетними зображеннями буддійських переказів в печерному комплексі Дуньхуан, який був одним з найбільших буддійських культових центрів Центральної та Східної Азії епохи раннього середньовіччя.
Не виключено також, що Саман-Худат міг бути і маніхеєм. У Балх або поблизу від нього кілька століть (III—VIII ст.) Існувала також сильна маніхейська громада. У VI ст. тут був написаний один з магічних парфян-маніхейських текстів, що відбивають тісні контакти маніхеїв і буддистів. Із джерел відомо, що роль маніхеїв у VII—VIII ст. у Тохаристані, зокрема в Чаганіані, була досить значною. Буддизм і маніхействі в Середній і Центральній Азії співіснували протягом тривалого часу, і вплив буддизму на східну гілку цієї релігії було настільки сильним, що Мані в маніхейських текстах іменувався Буддою. За даними Ібн ан-Надіма, перший, хто крім саманійцев (ас-саманіййа), тобто буддистів, переселився з Тохаристана в Мавераннахр, належав до маніхейців.

## Початок династії
Наршахі в «історії Бухари» повідомляє: «Асад Кушайрі став аміром Хорасана, прибув туди і залишився там до своєї смерті в 166 (782) році. За віддано, він був людина вельми доброчесна і хоробрий. Він дбав про підтримку знатних і давніх родів і почитав родовитих людей, як з арабів, так і з тубільців. Коли Саман-Худат, пращур Саманідів, утік із Балха і прийшов до нього в Мерв, Асад зустрів його з пошаною, надав йому підтримку, знищив його ворогів і знову віддав йому Балх. Саман-Худат з його рук прийняв іслам. Його називають „Саман-Худат“ тому, що він заснував селище, якому дав назву Саман, і його самого на ім'я селища так назвали, подібно до того, як аміра Бухарського називали Бухар-Худат. Коли у Саман-Худат народився син, він з дружби (до Асаду) дав своєму синові ім'я Асад. Цей Асад був дідом покійного аміра Ісмаїла Самані, — нехай буде милостивий до нього Бог. Ісмаїл син Асада, онук Саман-Худат, а Саман-Худат був із нащадків Баграм-Чубин-Маліка. Відтоді могутність Саманідів збільшувалася з кожним днем і, нарешті, досягло своєї нинішньої ступеня.»
Саманхудат користувався заступництвом намісника Хорасана Асада Абдалли аль-Кушейрі (померлого в 738 році), прийняв іслам і назвав свого сина на честь покровителя Асадом. Пізніше разом зі своїм сином він брав участь в русі Абу Мусліма в Хорасані

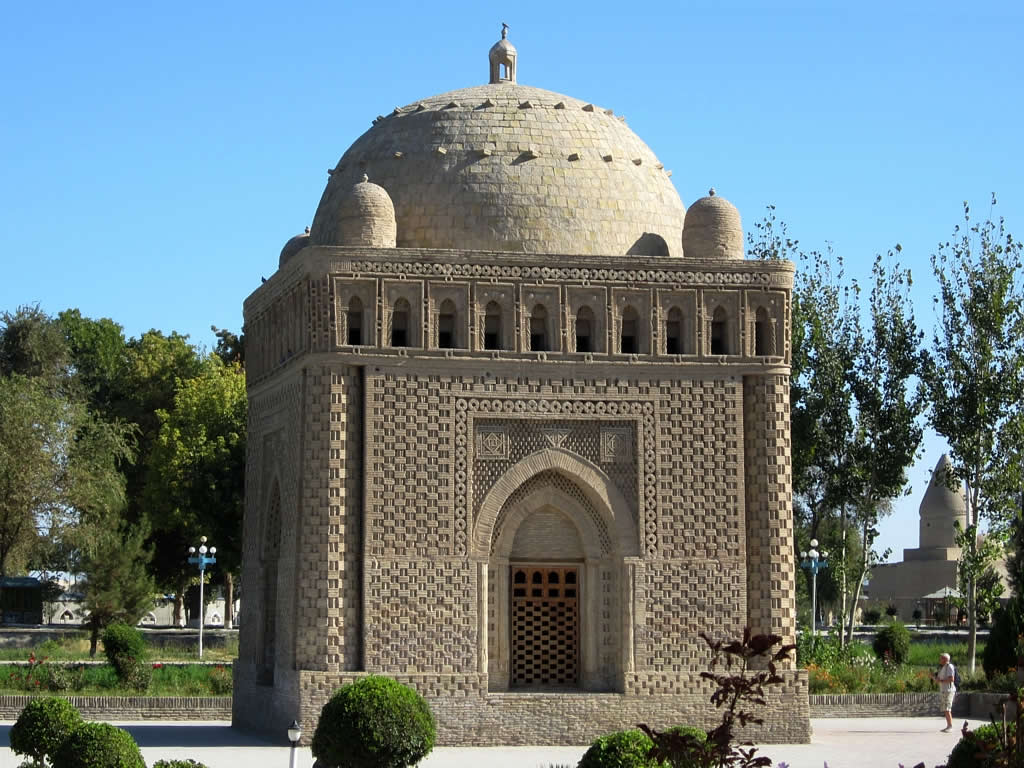
Мавзолей Саманідів, Узбекистан

Згодом його син Асад, ймовірно вдруге, прийняв іслам з рук самого халіфа ал-Ма'муна  під час його перебування в Мерві.
У 875 р онук перса Саман-Худат, який прийняв мусульманство, отримав від халіфа Му'таміда диплом на управління всім Мавереннагром. На цей час припадає також піднесення впливу тюрків у внутрішньому управлінні Мавереннагром. Уже при Му'та-сімі тюркська гвардія, до складу якої входили вихідці з Согда, Фергани, Осрушни і Шоша, стала однією з опор престолу. Ця обставина сприяло остаточному утвердженню мусульманського панування в країні. Жителі були визнані добрими мусульманами і самі почали брати участь в боротьбі «за віру» зі своїми сусідами тюрками.
Онуки саман-Худат Нух, Ахмад, Йахйа і Ілйас — служили Аббасидському халіфу аль-Ма'мун в Хорасані. Згодом вони отримали в управління Самарканд, Фергани, Шаш і Герат. У 875 Наср, син Ахмада, був призначений намісником Мавераннахра. Відтоді ця провінція стала обростати новими землями, успішно відбивали напади степових тюрків-язичників, утворюючи саманідську державу. Наср ібн Ахмад встановив контроль над караванними шляхами через Середню Азію. Завдяки набігам на сусідні території Саманіди стали постачальниками тюркських рабів для армій багатьох мусульманських правителів.
Але за своїм аристократичного походження і за своїм становищем офіційних представників арабської влади Саманіди не могли стати виразниками національних і демократичних прагнень, подібно Абу-Мусліма і. шиїтським проповідникам.

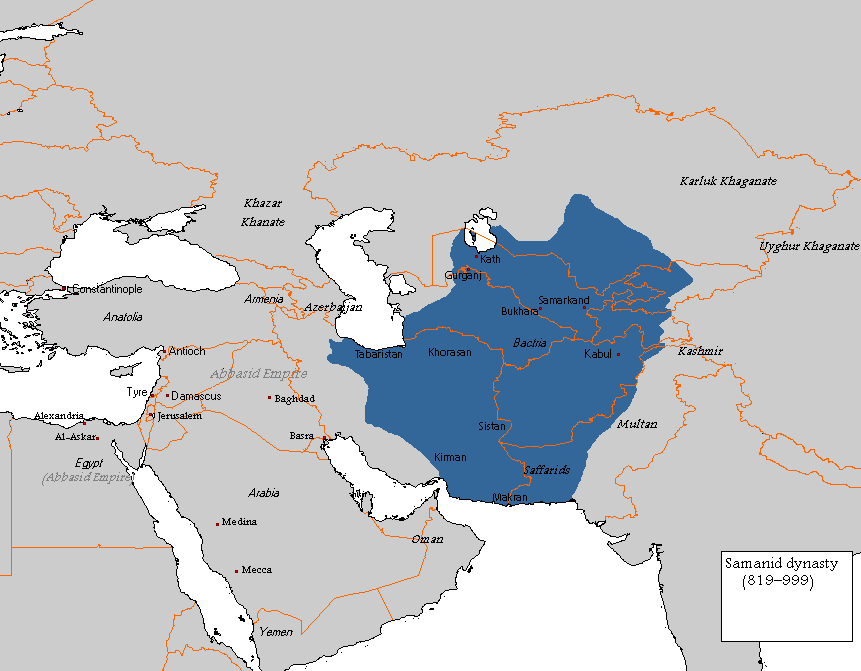
карта володінь Саманідів

Особливо багато зробив в державному устрої Мавераннагра в дусі освіченого абсолютизму Ісмаїл б. Ахмад (892—907 рр.).
В усній традиції походження Саманідів зв'язується також з селищем Сомон-бурун (Сол-бурун), розташованим в області Балха на північний захід від Давлатабада, а також з селищем Саманган, розташованим поблизу Ташкурган. Середньовічні селища з назвою «Саман» зафіксовані також в області Бухари, Рея, Ісфахана, в Хутталані і навіть в Індії. Таким чином, з вищевикладених даних слід, що топонім «Саман» був широко поширений в середні століття на території Середньої Азії і за її межами.
- Цікаві факти

1. У кишлаку Намуна, розташованому в області Термеза недалеко від комплексу Султан-Саодат, зберігся хонако Какулдар (XVI ст.). Походження цього мавзолею, центральна зал якого суцільно зайнятий похованнями, так само як і особистість, якому було присвячено ця поминально-меморіальна будівля, невідомо. Можна припускати, що тут знаходилася родинна усипальниця найраніших нащадків Саман-Худат, тоді як сам він, за переказами, в кінці свого життя поїхав на свою батьківщину до Фергани і був похований там. Дані народного перекази про Какулдаре підтверджуючого документальним джерелом.
2. На лицьовій стороні срібного медальйона, випущеного в 358 / 968-69 р Саманідах Мансуром I ібн Нухом (правил в 350—365/961 — 976 рр.), Зображений портрет правителя, з-під корони якого ззаду звисає густа хвиляста коса, ниспадающая за спину. Не виключено, що на цьому медальйоні зображений Саман-Худат або його батько Джабба-хан.
3. При Саман-Худаті Бухара перетворилася на великий гуманітарний центр. Перський поет Фірдоусі саме тут почав поему Шах-наме («книга царів»), що стала іранським національним епосом.